# AFC Challenge Cup 2012/Qualifikation
Für die vierte Ausgabe des AFC Challenge Cups hatten sich 20 Verbände gemeldet. Um die acht Endrundenteilnehmer zu bestimmen, war eine Qualifikation nötig.

## Modus
Anders als in den Vorjahren war bei dieser Austragung keine Mannschaft für die Endrunde gesetzt. Sämtliche 20 gemeldete Mannschaften müssen in der Qualifikation antreten. Von den teilnahmeberechtigten Ländern nahmen Osttimor, Guam und das vom Weltverband FIFA suspendierte Brunei nicht teil. Auf Grundlage der Ergebnisse des AFC Challenge Cups 2010 wurden die Mannschaften in zwei Gruppen eingeteilt, die zwölf höher gesetzten Teams waren direkt für die Gruppenphase der Qualifikation gesetzt, die acht schwächeren Mannschaften spielten in vier Play-off-Partien um weitere vier Plätze in der Gruppenphase. Die 16 für die Gruppenphase qualifizierten Nationalteams wurden in vier Gruppen à vier Mannschaften gelost. Die Gruppenspiele werden im einfachen Ligasystem in jeweils einer Stadt ausgetragen, die beiden Gruppenbesten jeder Gruppe qualifizieren sich für die Endrunde.

## Vorqualifikations-Play-offs
| Datum      |             | Ergebnis  |             | Ort     |
| ---------- | ----------- | --------- | ----------- | ------- |
| 23.03.2011 | Bhutan      | 0:3 (0:2) | Afghanistan | Gurgaon |
| 25.03.2011 | Afghanistan | 2:0 (0:0) | Bhutan      | Gurgaon |
| Gesamt:    | Bhutan      | 0:5       | Afghanistan |         |

| Datum      |             | Ergebnis  |             | Ort          |
| ---------- | ----------- | --------- | ----------- | ------------ |
| 09.02.2011 | Philippinen | 2:0 (1:0) | Mongolei    | Bacolod City |
| 15.03.2011 | Mongolei    | 2:1 (2:1) | Philippinen | Ulaanbaatar  |
| Gesamt:    | Philippinen | 3:1       | Mongolei    |              |

| Datum      |                   | Ergebnis  |                   | Ort       |
| ---------- | ----------------- | --------- | ----------------- | --------- |
| 10.02.2011 | Chinesisch Taipeh | 5:2 (3:0) | Laos              | Kaohsiung |
| 16.02.2011 | Laos              | 1:1 (0:0) | Chinesisch Taipeh | Vientiane |
| Gesamt:    | Chinesisch Taipeh | 6:3       | Laos              |           |

| Datum      |            | Ergebnis             |            | Ort        |
| ---------- | ---------- | -------------------- | ---------- | ---------- |
| 09.02.2011 | Kambodscha | 3:1 (0:0)            | Macau      | Phnom Penh |
| 16.02.2011 | Macau      | 3:2 n. V. (3:1, 0:1) | Kambodscha | Macau      |
| 09.02.2011 | Kambodscha | 6:5                  | Macau      |            |

## Gruppenphase
Die Auslosung der Gruppenphase am 20. Oktober 2010 ergab folgende Gruppen:
- Gruppe A: Myanmar, Palästina, Bangladesch, Sieger Playoff 2 (Philippinen)
- Gruppe B: Turkmenistan, Indien, Sieger Playoff 3 (Chinese Taipei), Pakistan
- Gruppe C: Tadschikistan, Malediven, Sieger Playoff 4 (Kambodscha), Kirgisistan
- Gruppe D: Nordkorea, Sieger Playoff 1 (Afghanistan), Nepal, Sri Lanka

### Gruppe A
Spiele in Rangun, Myanmar; Austragungsorte Thuwanna-Stadion und Bogyoke-Aung-San-Stadion
| Pl. | Land        | Sp. | S | U | N | Tore    | Diff. | Punkte |
| --- | ----------- | --- | - | - | - | ------- | ----- | ------ |
| 1.  | Palästina   | 3   | 2 | 1 | 0 | 005:100 | +4    | 07     |
| 2.  | Philippinen | 3   | 1 | 2 | 0 | 004:100 | +3    | 05     |
| 3.  | Bangladesch | 3   | 0 | 3 | 0 | 002:500 | −3    | 03     |
| 4.  | Myanmar     | 3   | 0 | 1 | 2 | 002:600 | −4    | 01     |

| 21. März 2011 |  | Myanmar     | – | Philippinen | 1:1 (0:0) |
|               |  | Palästina   | – | Bangladesch | 2:0 (0:0) |
| 23. März 2011 |  | Philippinen | – | Palästina   | 0:0       |

### Gruppe B
Spiele in Petaling Jaya, Malaysia; Austragungsort Petaling Jaya Stadium
| Pl. | Land              | Sp. | S | U | N | Tore    | Diff. | Punkte |
| --- | ----------------- | --- | - | - | - | ------- | ----- | ------ |
| 1.  | Indien            | 3   | 2 | 1 | 0 | 007:200 | +5    | 07     |
| 2.  | Turkmenistan      | 3   | 2 | 1 | 0 | 006:100 | +5    | 07     |
| 3.  | Pakistan          | 3   | 1 | 0 | 2 | 003:600 | −3    | 03     |
| 4.  | Chinesisch Taipeh | 3   | 0 | 0 | 3 | 000:700 | −7    | 0      |

| 21. März 2011 |  | Turkmenistan | – | Pakistan       | 3:0 (1:0) |
|               |  | Indien       | – | Chinese Taipei | 3:0 (1:0) |
| 23. März 2011 |  | Pakistan     | – | Indien         | 1:3 (1:0) |

### Gruppe C
Spiele in Malé, Malediven; Austragungsort Rasmee-Dhandu-Stadion
| Pl. | Land          | Sp. | S | U | N | Tore    | Diff. | Punkte |
| --- | ------------- | --- | - | - | - | ------- | ----- | ------ |
| 1.  | Malediven     | 3   | 2 | 1 | 0 | 006:100 | +5    | 07     |
| 2.  | Tadschikistan | 3   | 1 | 0 | 2 | 004:000 | +4    | 03     |
| 3.  | Kirgisistan   | 3   | 1 | 0 | 2 | 005:600 | −1    | 03     |
| 4.  | Kambodscha    | 3   | 0 | 0 | 3 | 003:110 | −8    | 0      |

| 21. März 2011 |  | Tadschikistan | – | Kirgisistan | 1:0 (0:0) |
|               |  | Malediven     | – | Kambodscha  | 4:0 (2:0) |
| 23. März 2011 |  | Kirgisistan   | – | Malediven   | 1:2 (0:1) |

### Gruppe D
Spiele in Kathmandu, Nepal; Austragungsorte Dasarath Rangasala Stadium und Halchowk Stadium
| Pl. | Land        | Sp. | S | U | N | Tore    | Diff. | Punkte |
| --- | ----------- | --- | - | - | - | ------- | ----- | ------ |
| 1.  | Nordkorea   | 3   | 3 | 0 | 0 | 007:000 | +7    | 09     |
| 2.  | Nepal       | 3   | 1 | 1 | 1 | 001:100 | ±0    | 04     |
| 3.  | Afghanistan | 3   | 1 | 0 | 2 | 001:300 | −2    | 03     |
| 4.  | Sri Lanka   | 3   | 0 | 1 | 2 | 000:500 | −5    | 01     |

| 7. April 2011 |  | Nordkorea   | – | Sri Lanka | 4:0 (3:0) |
|               |  | Afghanistan | – | Nepal     | 0:1 (0:1) |
| 9. April 2011 |  | Nepal       | – | Nordkorea | 0:1 (0:1) |